# Discografia de SNZ
A discografia de SNZ compreende três álbuns de estúdio, uma coletânea de remixes, dez singles, seis videoclipes e aparições em outros álbuns.

## Álbuns

### Álbuns de estúdio
| Álbum           | Detalhes                                                                                 | Vendas      |
| --------------- | ---------------------------------------------------------------------------------------- | ----------- |
| SNZ             | - Lançamento: 14 de maio de 2000 - Formatos: CD, download digital - Gravadora: Warner    | - : 140.000 |
| Sarahnãnazabelê | - Lançamento: 23 de agosto de 2001 - Formatos: CD, download digital - Gravadora: Warner  | - : 200.000 |
| Zunzum e Pronto | - Lançamento: 2 de março de 2007 - Formatos: CD, download digital - Gravadora: Universal |             |

### Coletâneas
| Álbum      | Detalhes                                                                                |
| ---------- | --------------------------------------------------------------------------------------- |
| Remix Hits | - Lançamento: 12 de agosto de 2002 - Formatos: CD, download digital - Gravadora: Warner |

## Singles

### Como artista principal
| Canção                                                      | Ano  | Melhores posições | Álbum           |
| Canção                                                      | Ano  | BRA               | Álbum           |
| ----------------------------------------------------------- | ---- | ----------------- | --------------- |
| "Longe do Mundo"                                            | 1999 | 5                 | SNZ             |
| "Dancin' Days"                                              | 2000 | 9                 | SNZ             |
| "Retrato Imaginário"                                        | 2000 | 1                 | SNZ             |
| "Nothing's Gonna Change My Love For You" (com Richard Lugo) | 2001 | 1                 | Sarahnanazabele |
| "Nada Vai Tirar Você de Mim"                                | 2001 | 1                 | Sarahnanazabele |
| "Se Eu Pudesse"                                             | 2002 | 1                 | Sarahnanazabele |
| "DNA do Som"                                                | 2002 | 15                | Remix Hits      |
| "Busca"                                                     | 2007 | —                 | Zumzum e Pronto |
| "Maravilha"                                                 | 2007 | —                 | Zumzum e Pronto |

### Singles Promocionais
| Canção         | Ano  | Melhores posições | Álbum           |
| Canção         | Ano  | BRA               | Álbum           |
| -------------- | ---- | ----------------- | --------------- |
| "Venha Dançar" | 2000 | 17                | SNZ             |
| "Já Foi"       | 2002 | 37                | Sarahnanazabele |

### Como artista convidado
| Título                                  | Ano  | Álbum |
| --------------------------------------- | ---- | ----- |
| "Baby Toque" (Baby do Brasil part. SNZ) | 1997 | Um    |

## Outras aparições
| Canção                     | Ano  | Outros artistas | Álbum                       |
| -------------------------- | ---- | --------------- | --------------------------- |
| "Mundo Pokémon"            | 2000 | —               | Pokémon: O Filme 2          |
| "Venha Dançar"             | 2000 | —               | Xuxa Popstar                |
| "O Passo do Elefantinho"   | 2002 | —               | Jovens Tardes               |
| "Mil e Uma Noites de Amor" | 2007 | Pepeu Gomes     | De Espírito em Paz: Ao Vivo |